# Nové Syrovice
Nové Syrovice – miejscowość i gmina (obec) w Czechach, w kraju Wysoczyna, w powiecie Třebíč. W 2022 roku liczyła 899 mieszkańców.